# 홍선근
홍선근(1960년 7월 29일 ~ )은 대한민국의 언론인이다.

## 생애
1984년 한국일보 입사. 워싱턴 특파원, 논설위원 등 역임. 1999년 머니투데이 창립.

## 학력사항
- 1978년 - 평택고등학교
- 1982년 - 서울대학교 철학과 학사

## 경력사항
- 2008년 ~ 2011년 2월 - 머니투데이 대표이사 사장
- 2011년 2월 ~ 현재 - 머니투데이 대표이사 회장
- 2011년 5월 ~ 현재 - 뉴스1코리아 대표이사 회장

## 같이 보기
- 머니투데이